# レーヌ
レーヌ（レイネ、Reine）は、ノルウェー王国ヌールラン県ロフォーテン諸島モスケネスにある漁村で行政の中心。北極圏内、多島海であるロフォーテン沖に浮かぶモスケネス島にあり、トロムソの南西約300キロメートル (190 mi)に位置する。面積0.33km2の村は、2011年現在、人口329人である。人口密度は997人/km2。レイネ教会が村内にあり、自治体北部を管轄する。

## 概観
レーヌは1743年以来、地域の経済の中心である。今日では観光業が重要であり、隔絶された立地であるにもかかわらず、毎年数千人の人々が村を訪れている。欧州自動車道路E10号線が村内を通っている。すぐ南にはSakrisoyaやHamnøyといった村がある。
ノルウェー最大の雑誌 Allers は、1970年代後半にレーヌをノルウェーで最も美しい村に選んだ。レイネブリンゲン山から撮影されたレーヌの村の写真は旅行ガイドブックの表紙に利用されることがある。

## ギャラリー

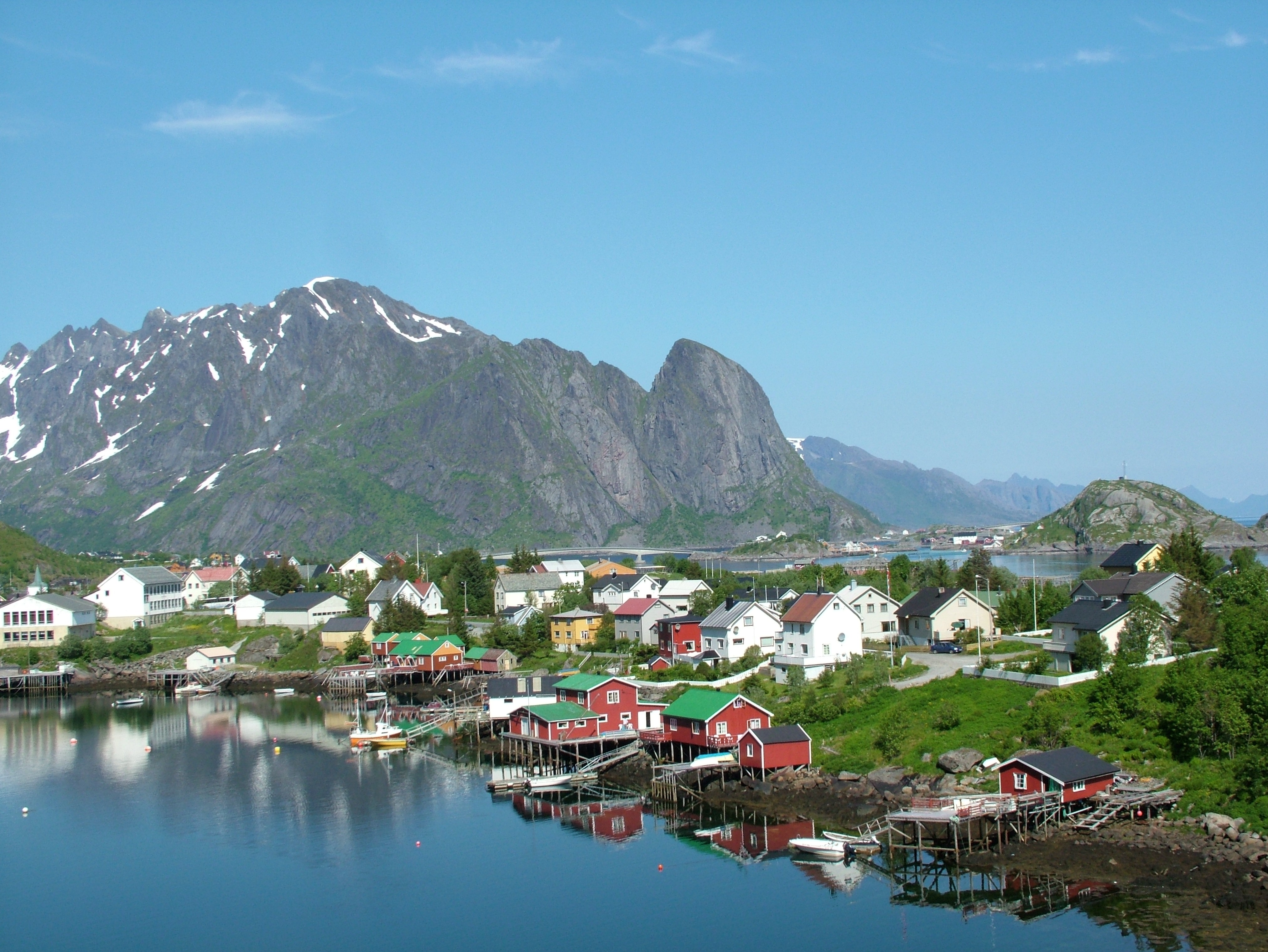
2005年のレーヌ
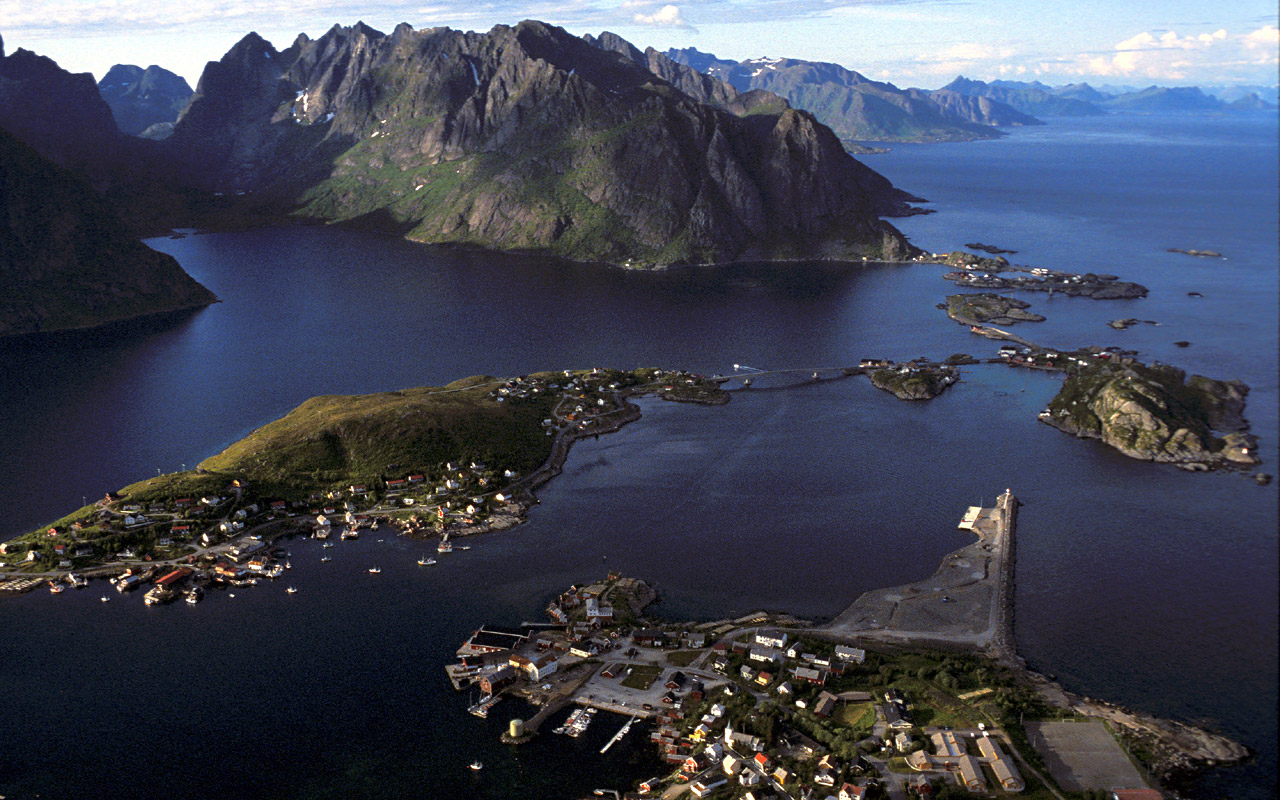
レーヌブリンゲン山からみたレーヌ
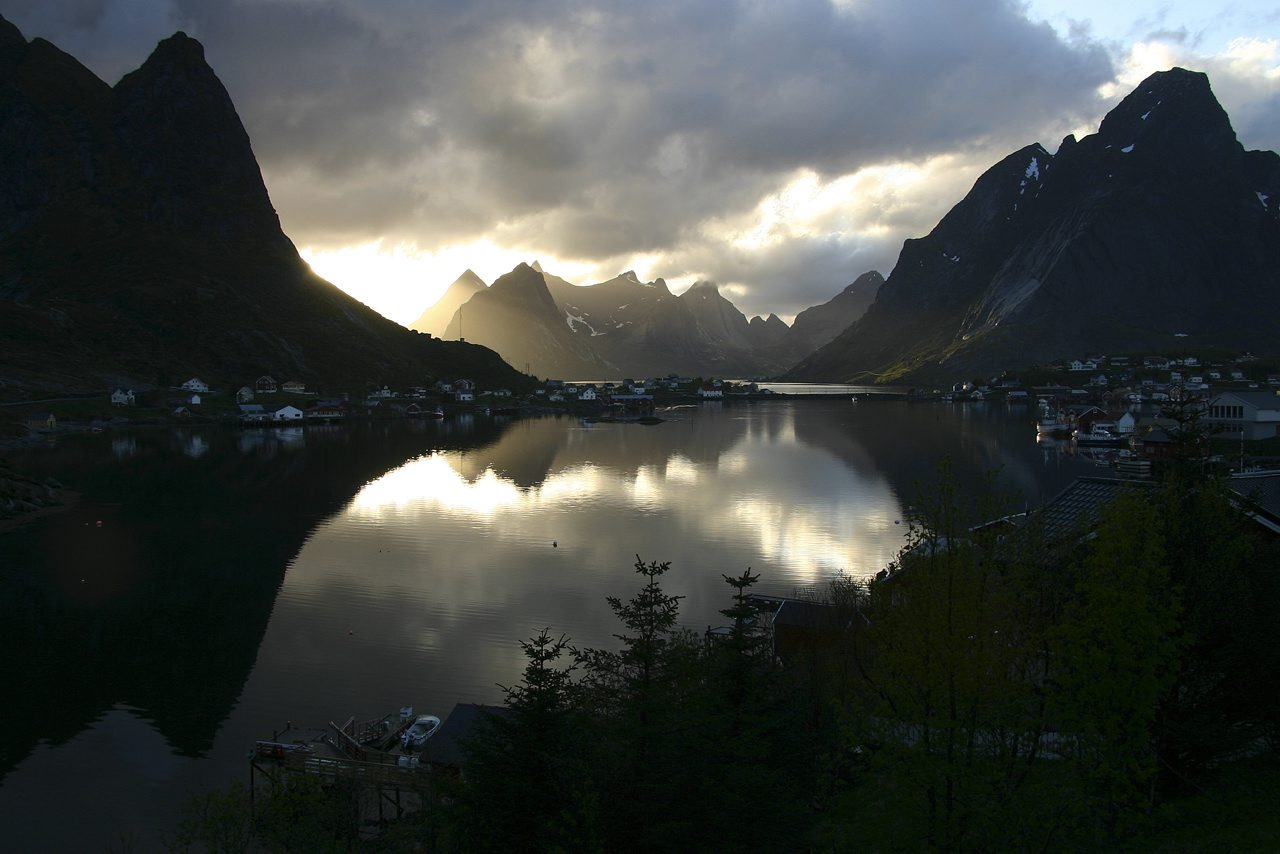
レーヌの夜（白夜）
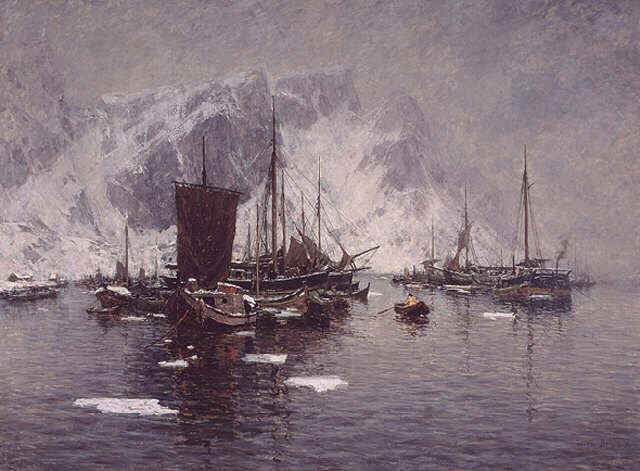
ギュンナル・バーリ（英語版）（1863年 – 1893年）の描いたレーヌの漁船
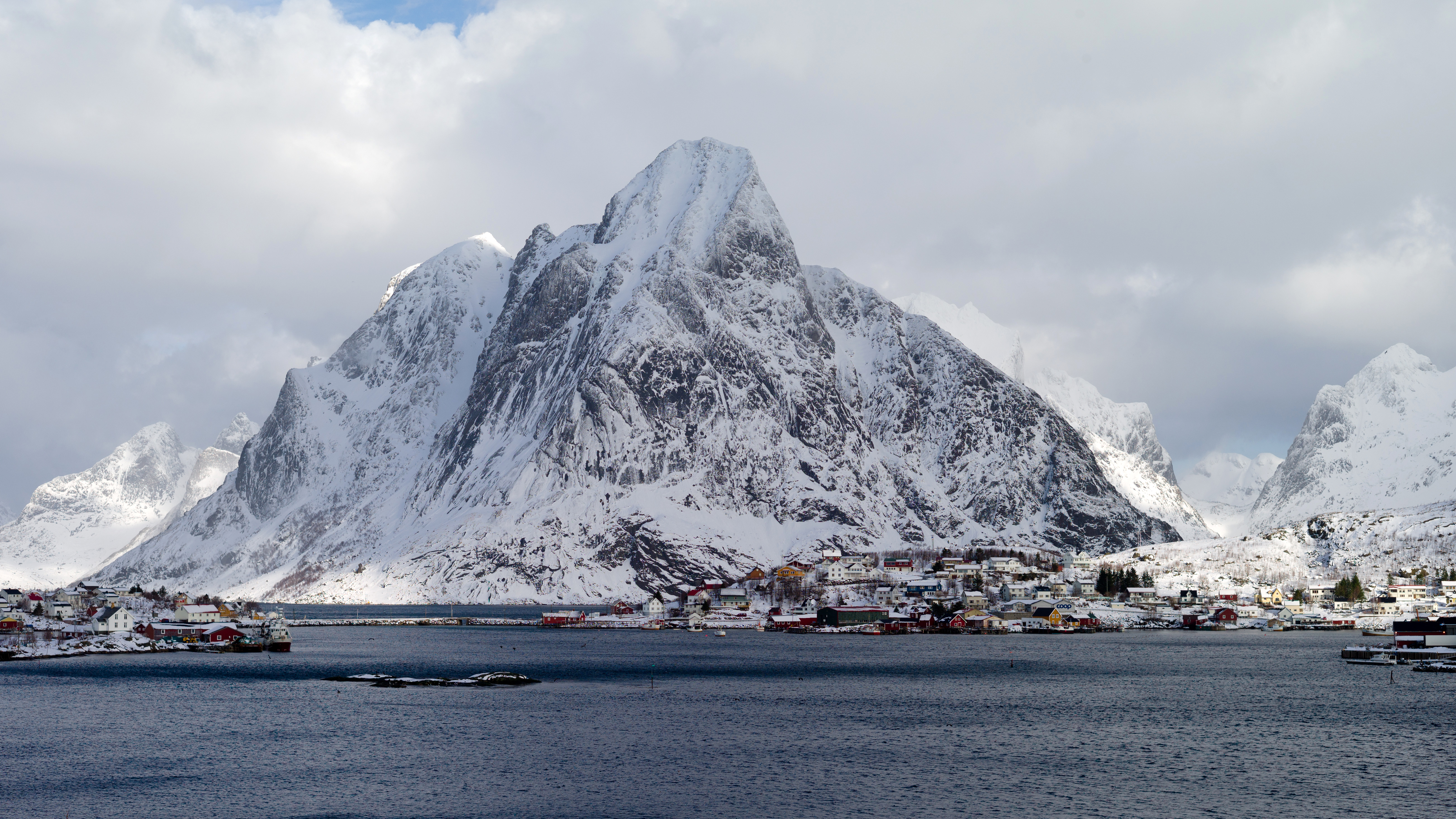
2011年3月のレーヌ
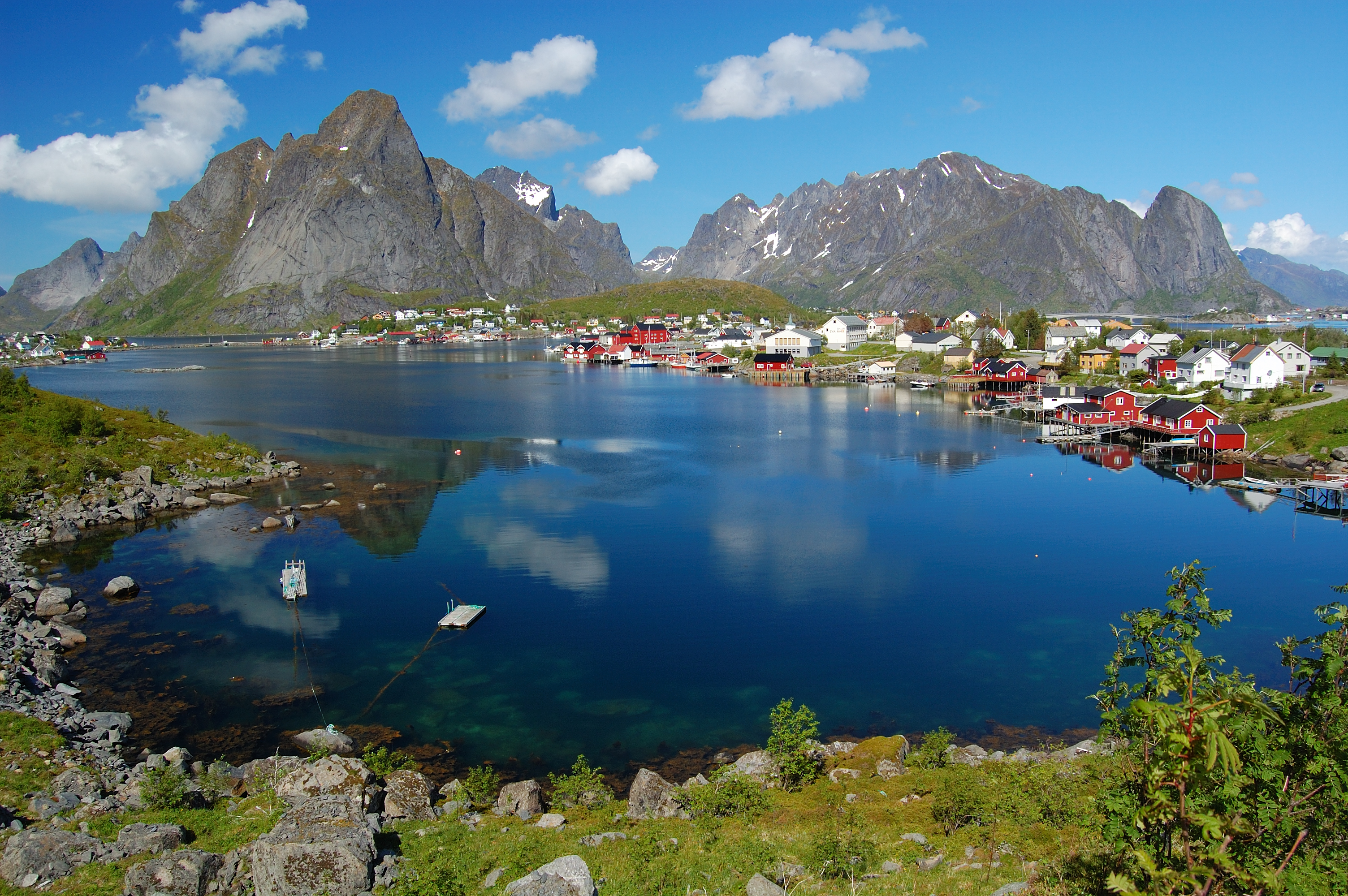
レーヌ全景